# Flemming Povlsen
Flemming Søgaard Povlsen (Brabrand, 3 de Dezembro de 1966) é um ex-futebolista dinamarquês. Foi campeão europeu pela Dinamarca em 1992.

## Carreira
John Helt fez parte do elenco da Seleção Dinamarquesa de Futebol da Eurocopa de 1988 e 1992.

## Títulos
PSV Eindhoven
- Copa dos Países Baixos: 1990

Borussia Dortmund
- Campeonato Alemão: 1995

Dinamarca
- Eurocopa: 1992